# Speocropia scriptura
Speocropia scriptura là một loài bướm đêm trong họ Noctuidae.